# Чёрный, Александр Михайлович
Александр Михайлович Чёрный (укр. Олександр Михайлович Чорний; 1 сентября 1955, Киев — 20 января 2017, там же) — советский и украинский кинооператор. Лауреат Государственной премии Украины им. А. Довженко (1998).

## Биография
Родился в семье кинооператора М. К. Чёрного. Окончил Киевский государственный институт театрального искусства им. И. Карпенко-Карого (1978).
Работал на Киевской киностудии имени А. П. Довженко.
Член Национального союза кинематографистов Украины.

## Фильмография
- «Рейс первый, рейс последний» (1974, ассистент оператора)
- «Звёздная командировка» (1982, 2-й оператор в соавт.)
- «На вес золота» (1983, в соавт.)
- «Сказка о громком барабане»
- «Исполнить всякую правду» (1987)
- «Путь в ад» (1988, т/ф)
- «Война на западном направлении» (1990, т/ф, 6 с, в соавт.)
- «Бухта смерти»
- «Оружие Зевса» (1991, т/ф, 5 с)
- «Стамбульский транзит» (1993)
- «Москаль-чародей» (1995)
- «Чёрная рада» (2000)
- «Бабий Яр» (2002)
- «Богдан-Зиновий Хмельницкий» (2006, 2-й оператор в соавт.)
- «Запорожец за Дунаем» (2007) и др.

Сыграл эпизодическую роль в сериале «Мастер и Маргарита».